# Baldovino del Belgio (1869)
Baldovino del Belgio (nome completo Baudouin Léopold Philippe Marie Charles Antoine Joseph Louis; Bruxelles, 3 giugno 1869 – Bruxelles, 23 gennaio 1891), principe del Belgio, fu erede apparente al trono del Belgio dal 1869 al 1891.

## Biografia

### Infanzia

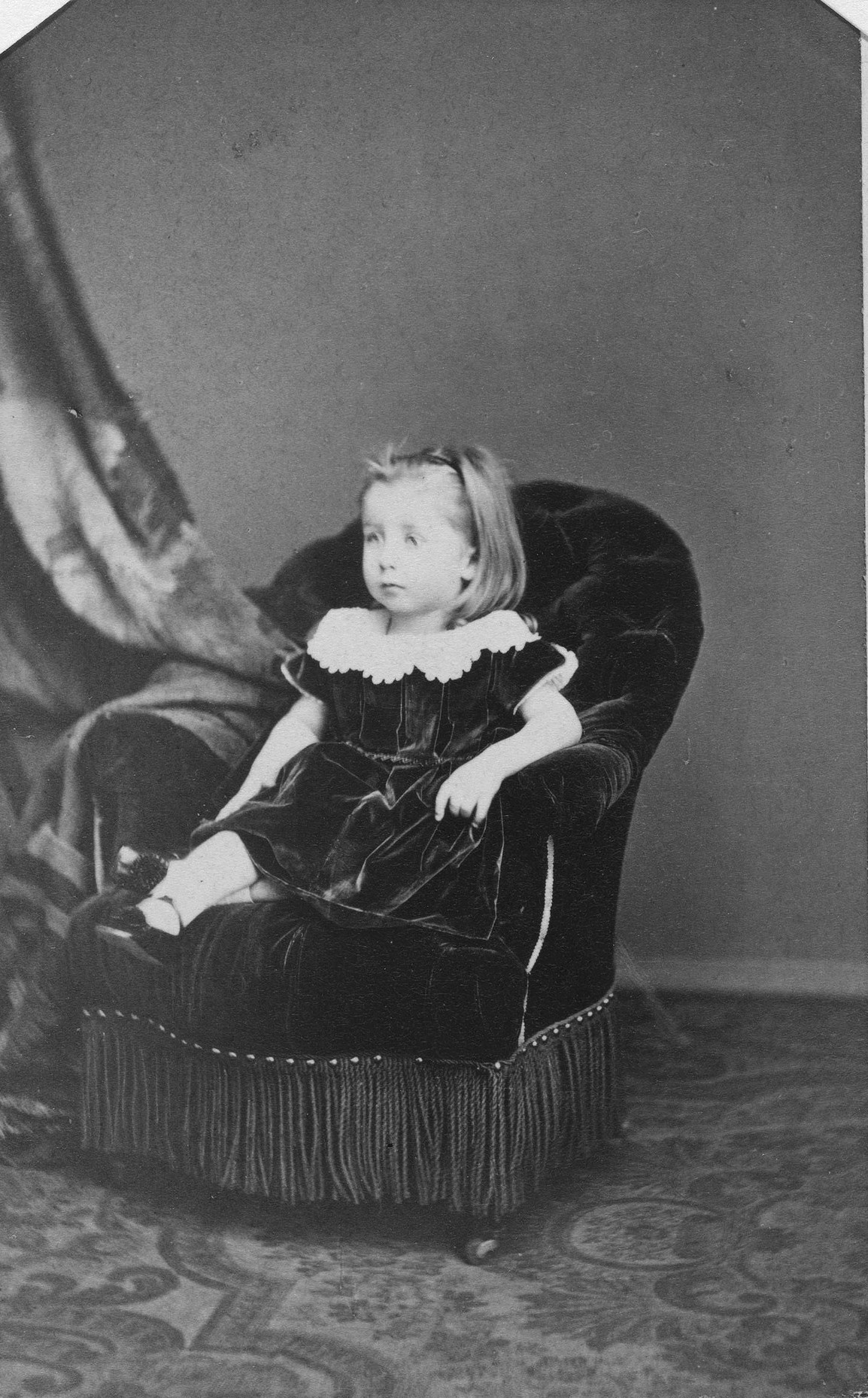
Baldovino in tenera età

Baldovino era il figlio maggiore del conte di Fiandra Filippo e della contessa Maria, nata principessa di Hohenzollern-Sigmaringen. I suoi nonni paterni erano il re Leopoldo I del Belgio e la sua seconda moglie, la regina Luisa d'Orléans; quelli materni il principe Carlo Antonio di Hohenzollern-Sigmaringen e la principessa Giuseppina di Baden.
Fu principe ereditario del trono del Belgio dal 1869, anno della sua nascita e anno di morte del cugino Leopoldo, unico figlio maschio del re Leopoldo II, fratello di suo padre Filippo, e della regina Maria Enrichetta.

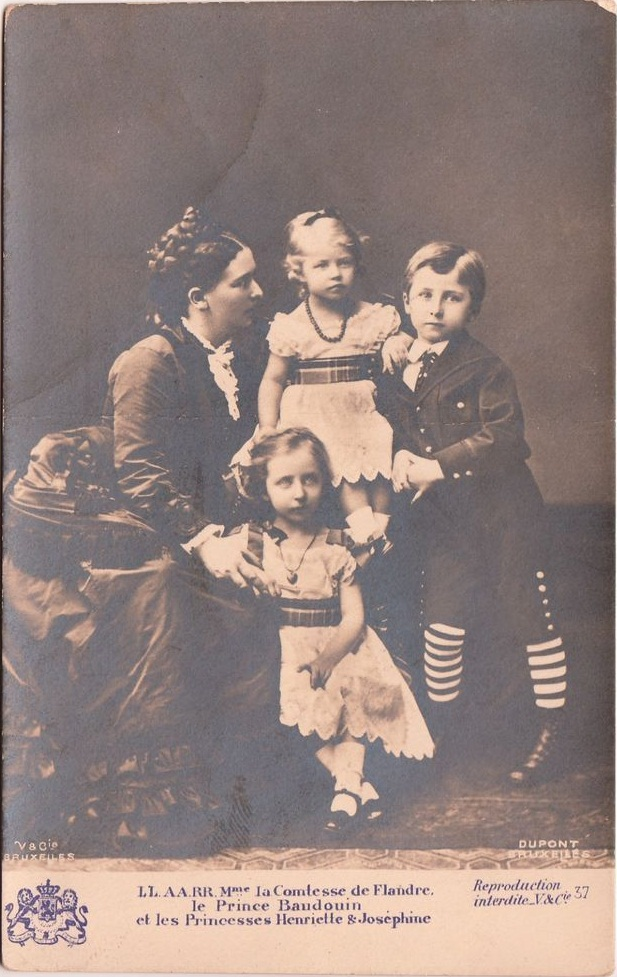
Maria di Hohenzollern-Sigmaringen con Baldovino e i fratelli

Crebbe nel palazzo di Rue de la Régence a Bruxelles, con i tre fratelli minori Enrichetta, Giuseppina e Alberto.
Come il fratello Alberto, parlava sia il fiammingo che il vallone. Né suo padre né il re li conoscevano. A ventun anni dichiarò di essere un tradizionalista, perché, affermò, «solo nella tradizione risiede la vera forza». Precisò anche di non essere né moderno, né liberale, né rivoluzionario.

### Morte

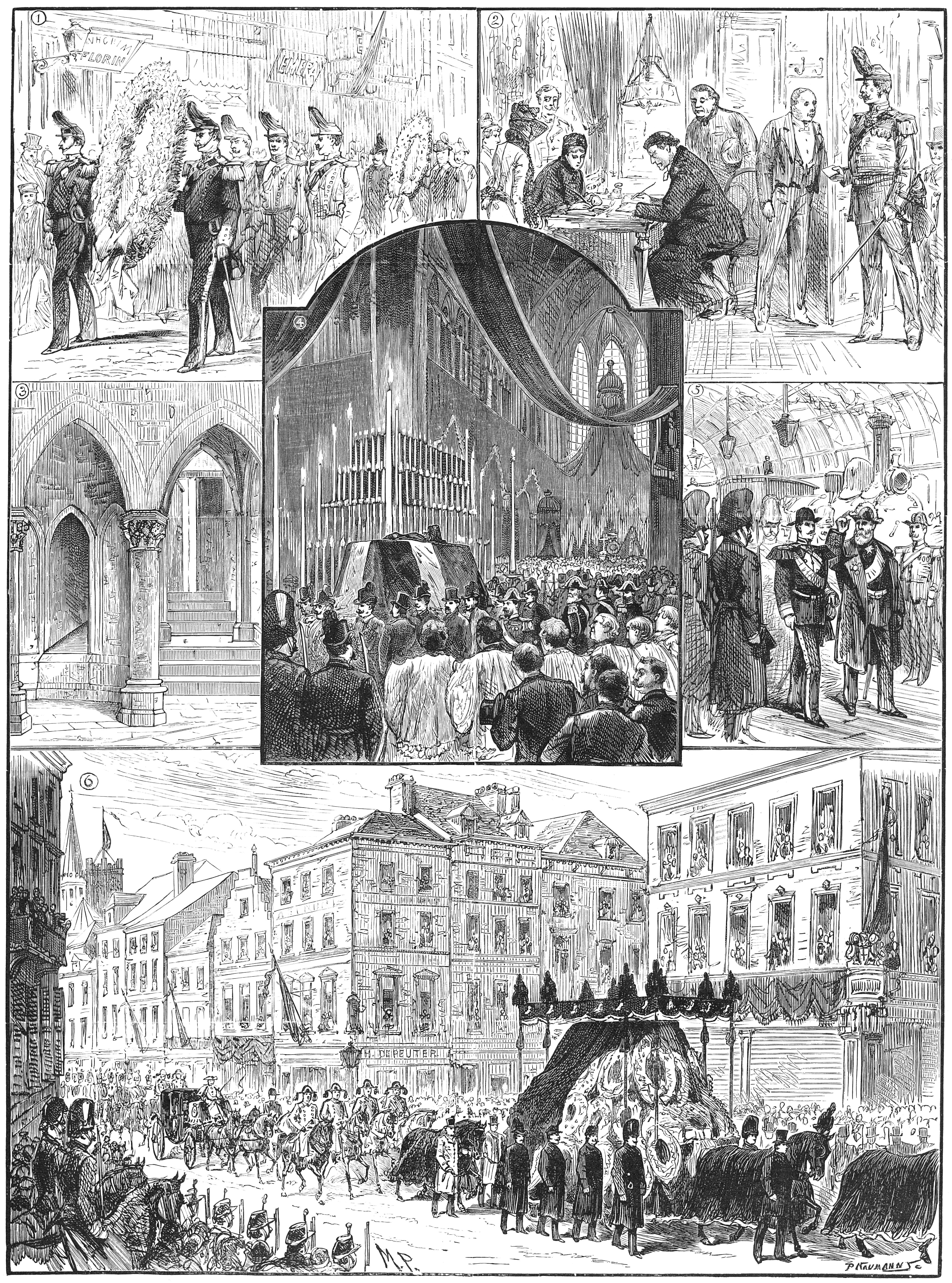
I funerali di Baldovino il 29 gennaio 1891

Morì a soli ventun anni il 23 gennaio del 1891, in soli due giorni, stroncato da una polmonite provocata dall'influenza russa.
Sui giornali dell'epoca ci fu mistero e scandalo. A causa della morte così repentina, si ipotizzò che Baldovino fosse stato ucciso in una rissa o, addirittura, in un duello per via di una donna. Si fecero anche paragoni con la vicenda di Mayerling, anche se, secondo quanto scrisse la sorella Enrichetta, Baldovino durante i funerali dell'arciduca Rodolfo d'Asburgo-Lorena provò un forte disgusto per tutta quella drammatica storia, e diventava aggressivo e violento quando se ne parlava.
La morte di Baldovino fu una prova durissima per tutta la famiglia.
Lo zio Leopoldo II lo rimpianse sia come erede al trono, sia come marito della figlia cadetta Clementina, con la quale era progettato il matrimonio di Baldovino.
Il fratello Alberto, succedutogli nel ruolo di principe ereditario e salito al trono nel 1909 con il nome di Alberto I, lo ricordò per tutta la vita dicendo: "Lui avrebbe fatto tutto meglio di me...".
Essendo morto in giovane età, Baldovino sopravvive nei ricordi dei fratelli (aneddoti familiari e note nei diari giovanili) e anche nelle parole della scrittrice rumena Elena Vacaresco, la quale, avendolo incontrato, lo paragonò a Lohengrin.

## Ascendenza
|                                           |                                   |                                           | Genitori                               |  |  | Nonni |  |  | Bisnonni                                        |  |  | Trisnonni                                     |  |
|                                           |                                   |                                           |                                        |  |  |       |  |  | Francesco Federico di Sassonia-Coburgo-Saalfeld |  |  | Ernesto Federico di Sassonia-Coburgo-Saalfeld |  |
|                                           |                                   |                                           |                                        |  |  |       |  |  | Francesco Federico di Sassonia-Coburgo-Saalfeld |  |  | Ernesto Federico di Sassonia-Coburgo-Saalfeld |  |
|                                           |                                   | Sofia Antonio di Brunswick-Wolfenbüttel   |                                        |  |  |       |  |  | Francesco Federico di Sassonia-Coburgo-Saalfeld |  |  |                                               |  |
| Leopoldo I del Belgio                     |                                   |                                           |                                        |  |  |       |  |  | Francesco Federico di Sassonia-Coburgo-Saalfeld |  |  |                                               |  |
|                                           |                                   | Augusta di Reuss-Ebersdorf                | Ernesto XXIV di Reuss-Ebersdorf        |  |  |       |  |  |                                                 |  |  |                                               |  |
|                                           |                                   | Augusta di Reuss-Ebersdorf                | Ernesto XXIV di Reuss-Ebersdorf        |  |  |       |  |  |                                                 |  |  |                                               |  |
|                                           |                                   | Augusta di Reuss-Ebersdorf                | Carolina Ernestina di Erbach-Schönberg |  |  |       |  |  |                                                 |  |  |                                               |  |
| Filippo del Belgio                        |                                   | Augusta di Reuss-Ebersdorf                |                                        |  |  |       |  |  |                                                 |  |  |                                               |  |
|                                           |                                   | Luigi Filippo di Francia                  | Luigi Filippo II di Borbone-Orléans    |  |  |       |  |  |                                                 |  |  |                                               |  |
|                                           |                                   | Luigi Filippo di Francia                  | Luigi Filippo II di Borbone-Orléans    |  |  |       |  |  |                                                 |  |  |                                               |  |
|                                           |                                   | Luigi Filippo di Francia                  | Luisa Maria Adelaide di Borbone        |  |  |       |  |  |                                                 |  |  |                                               |  |
| Luisa d'Orléans                           |                                   | Luigi Filippo di Francia                  |                                        |  |  |       |  |  |                                                 |  |  |                                               |  |
|                                           |                                   | Maria Amalia di Borbone-Due Sicilie       | Ferdinando I delle Due Sicilie         |  |  |       |  |  |                                                 |  |  |                                               |  |
|                                           |                                   | Maria Amalia di Borbone-Due Sicilie       | Ferdinando I delle Due Sicilie         |  |  |       |  |  |                                                 |  |  |                                               |  |
|                                           |                                   | Maria Amalia di Borbone-Due Sicilie       | Maria Carolina d'Asburgo-Lorena        |  |  |       |  |  |                                                 |  |  |                                               |  |
| Baldovino del Belgio                      |                                   | Maria Amalia di Borbone-Due Sicilie       |                                        |  |  |       |  |  |                                                 |  |  |                                               |  |
|                                           | Carlo di Hohenzollern-Sigmaringen | Antonio Luigi di Hohenzollern-Sigmaringen |                                        |  |  |       |  |  |                                                 |  |  |                                               |  |
|                                           | Carlo di Hohenzollern-Sigmaringen | Antonio Luigi di Hohenzollern-Sigmaringen |                                        |  |  |       |  |  |                                                 |  |  |                                               |  |
|                                           | Carlo di Hohenzollern-Sigmaringen | Amalia Zefirina di Salm-Kyrburg           |                                        |  |  |       |  |  |                                                 |  |  |                                               |  |
| Carlo Antonio di Hohenzollern-Sigmaringen | Carlo di Hohenzollern-Sigmaringen |                                           |                                        |  |  |       |  |  |                                                 |  |  |                                               |  |
|                                           |                                   | Maria Antonietta Murat                    | Pierre Murat                           |  |  |       |  |  |                                                 |  |  |                                               |  |
|                                           |                                   | Maria Antonietta Murat                    | Pierre Murat                           |  |  |       |  |  |                                                 |  |  |                                               |  |
|                                           |                                   | Maria Antonietta Murat                    | Louise d'Astorg                        |  |  |       |  |  |                                                 |  |  |                                               |  |
| Maria di Hohenzollern-Sigmaringen         |                                   | Maria Antonietta Murat                    |                                        |  |  |       |  |  |                                                 |  |  |                                               |  |
|                                           |                                   | Carlo II di Baden                         | Carlo Luigi di Baden                   |  |  |       |  |  |                                                 |  |  |                                               |  |
|                                           |                                   | Carlo II di Baden                         | Carlo Luigi di Baden                   |  |  |       |  |  |                                                 |  |  |                                               |  |
|                                           |                                   | Carlo II di Baden                         | Amalia d'Assia-Darmstadt               |  |  |       |  |  |                                                 |  |  |                                               |  |
| Giuseppina di Baden                       |                                   | Carlo II di Baden                         |                                        |  |  |       |  |  |                                                 |  |  |                                               |  |
|                                           |                                   | Stefania di Beauharnais                   | Claude de Beauharnais                  |  |  |       |  |  |                                                 |  |  |                                               |  |
|                                           |                                   | Stefania di Beauharnais                   | Claude de Beauharnais                  |  |  |       |  |  |                                                 |  |  |                                               |  |
|                                           |                                   | Stefania di Beauharnais                   | Claudine de Lézay-Marnésia             |  |  |       |  |  |                                                 |  |  |                                               |  |
|                                           |                                   | Stefania di Beauharnais                   |                                        |  |  |       |  |  |                                                 |  |  |                                               |  |